# Вокуев, Ермил Михайлович
Ерми́л Миха́йлович Во́куев (род. 29 марта 1992, Гам, Коми ССР) — российский лыжник, выступает в составе российской национальной сборной начиная с 2013 года. Двукратный чемпион России, чемпион мира среди юниоров, победитель зимней Универсиады в Трентино, призёр многих гонок международного и всероссийского значения, мастер спорта России по лыжным гонкам. На соревнованиях представляет Республику Коми и физкультурно-спортивное общество «Динамо».

## Биография
Ермил Вокуев родился 29 марта 1992 года в деревне Гам Ижемского района Республики Коми, учился в Гамской основной общеобразовательной школе и Мохченской средней общеобразовательной школе соответственно.
Активно заниматься лыжным спортом начал ещё в школьные годы, первое время проходил подготовку под руководством школьных учителей физкультуры Алексея Ивановича Канева и Алексея Алексеевича Ануфриева. В 2011 году стал спортсменом-инструктором Центра спортивной подготовки сборных команд Республики Коми, где тренировался под руководством мастера спорта международного класса Андрея Владимировича Нутрихина. Член всероссийского физкультурно-спортивного общества «Динамо», состоит в спортивном клубе «Рочевых».
Имел большой успех уже на юниорском уровне, так, в 2012 году одержал победу на первенстве мира среди юниоров в программе эстафеты 4 × 5 км, а также выиграл серебряную медаль в индивидуальной гонке на 10 км классическим стилем. Неоднократно попадал в число призёров на первенствах России в разных возрастных группах, дважды становился бронзовым призёром на II зимней Спартакиаде молодежи. Будучи студентом рязанской Академии права и управления Федеральной службы исполнения наказаний, отправился представлять страну на зимней Универсиаде в Трентино, откуда привёз две награды серебряного достоинства, выигранные в масс-старте на 30 км классическим стилем и в эстафете 4 × 10 км, а также завоевал золотую медаль в смешанном командном спринте свободным стилем.
В 2014 году Вокуев одержал победу на чемпионате России в Тюмени в спринтерской гонке классическим стилем, вошёл в основной состав российской национальной сборной, дебютировал в зачёте Кубка мира. Год спустя на всероссийском первенстве в Архангельской области в составе сборной команды Республики Коми выиграл серебряную медаль в командном спринте свободным стилем и бронзовую медаль в мужской эстафете 4 × 10 км. Ещё через год на аналогичных соревнованиях в Тюмени был лучшим в командном спринте свободным стилем, стал серебряным призёром в спринте классическим стилем и бронзовым призёром в гонке на 15 км классикой.
7 марта 2021 года стал бронзовым призёром 99-го по счёту, классического марафона
длиной в 90 км в Швеции с результатом 3 часа 29 минут 54 
секунды тем самым отстав от победителя норвежца Тора Асле Йердалена на 1 минуту и 1 секунду.